# Institut de développement de l'économie sociale
L'Institut de développement de l'économie sociale (IDES) est une société française de capital-investissement dédiée au développement des structures françaises du secteur marchand de l'économie sociale.

## Histoire
L'IDES est créé le 10 mars 1983, à la suite de la loi du 3 janvier 1983 autorisant les entreprises de l'économie sociale et solidaire (ESS) à émettre un nouvel instrument financier, le titre participatif. À sa création, l'IDES est une société anonyme au capital de 50 millions de francs dont les actionnaires sont l'État français, les assureurs mutualistes, les banques coopératives mutualistes et la caisse des dépôts et consignations.
La loi du 20 juillet 1983, quelques mois plus tard, pose les bases du développement de l'économie sociale. Ce terreau fertile pour le développement de l'économie sociale est en grande partie dû à la volonté de Michel Rocard, à l'époque Ministre chargé de l'Aménagement du territoire, et de Jacques Delors, alors Ministre de l'Économie et des Finances.
Depuis 1990, l'IDES est une filiale d'ESFIN SA, qui est une holding spécialisée dans le financement de l'économie sociale et dont les actionnaires sont les assureurs mutualistes, la Confédération générale des SCOP et le Crédit coopératif, son capital atteignait 38,3 millions d'euros en 2007.
En 2002, son capital atteint 29,3 millions d'euros.
À la fin de l'année 2010, une augmentation de capital a porté celui-ci à 47 millions d'euros.
L'IDES est géré par ESFIN Gestion, société de gestion agréée par l'autorité des marchés financiers pour le capital-investissement, et dont le siège se situe à Courbevoie (Hauts-de-Seine).

## Le métier
L'IDES a géré des fonds de garantie[De quoi ?] (FGES, FGIF, FGIE, FGAP, FGA[Quoi ?]), rétrocédés en 2002 à France Active par l'intermédiaire de France Active Garantie. L'IDES n'a donc plus aucune activité de garantie aujourd'hui[Quand ?].
L'IDES souscrits principalement des titres participatifs émis par les sociétés coopératives (coopératives, SCOP, SCIC) qui s'apparentent à des actions sans droit de vote mais qui tiennent surtout de l'obligation puisqu'ils comportent une rémunération systématique (en partie fixe, en partie variable). L'IDES intervient également en souscrivant des obligations convertibles en actions et des actions au capital des sociétés de droit commun du monde de l’ESS (filiales de coopératives, adhérents de coopératives du Commerce Associé).
L'IDES peut financer des programmes d'investissements matériels, la transmission d'entreprise, la reprise d'entreprise par les salariés, le développement et la croissance externe des coopératives et intervient à tout stade de développement de la société.
Depuis sa création, l'IDES a accompagné plus de 400 entreprises[Jusqu'à quand ?].